# Mario Álvarez
Mario Álvarez (født 6. juni 1994) er en colombiansk fodboldspiller, som senest har spillet for den danske 1. divisions klub Vejle Boldklub.